# テイルモン
テイルモンはバンダイのモンスター育成玩具デジタルモンスターシリーズに登場する架空の生命体・デジタルモンスターの一種。

## 概要
『デジタルモンスターVer.S ～デジモンテイマーズ～』で初登場。同時に登場したエンジェウーモン、ホーリードラモンとセットで登場することが多い。見た目はネコだが、開発者の一人渡辺けんじが明かすところによると『猫の真似をしたハツカネズミデジモン』であったらしい。
れっきとした成熟期であるが、見た目が小さいためか、ユーザーどころか書籍などでも成長期と誤植や誤認されることがある。また一部のゲーム作品では、アニメ『デジモンアドベンチャー』での役回りに合わせて意図的に成長期として扱っている場合もある。

## 種族としてのテイルモン
尻尾に聖なるデジモンの証であるホーリーリング、腕にサーベルレオモンのデータをコピーして作ったツメを装備する聖獣型デジモン。尻尾のホーリーリングが外れると本来の力が出せなくなってしまう。全ての神聖系デジモンの源となる存在と言われている。

### 基本データ
- 世代/成熟期
- タイプ/聖獣型
- 属性/ワクチン（D-3ではフリー）
- 必殺技/ネコパンチ
- 得意技/ネコキック、キャッツアイ
- 勢力/ネイチャースピリッツ、ウィルスバスターズ

### X抗体版
- 世代/成熟期
- タイプ/聖獣型
- 属性/ワクチン
- 必殺技/ネコパンチ
- 得意技/ホーリーチャイム

「X抗体」によりX-進化を遂げたテイルモン。体はやや小さくなって耳には鈴が付き、逆に巨大化したホーリーリングがタスキのようにその体にかけられている。好奇心やイタズラ心がより一層深まり、本来の無邪気な性格が強く表れているのが特徴で、これは無駄な要素を無くすことでテイルモンに秘められた聖なる力をより引き出すための変化だと言われる。耳には鈴の形をした「ホーリーチャイム」が付いている。
得意技
ホーリーチャイム
聖なる力の度合いにより強く打ち鳴らされ、悪しきデジモンを追い払う力がある。
必殺技
ネコパンチ
敵を鋭い爪のパンチでひっかく。

### 亜種・関連種・その他
ブラックテイルモン
ブラックテイルモン Uver.
亜種。黒色。
ミケモン
亜種。三毛猫柄。
エンジェウーモン
完全体。
ホーリードラモン
アニメ『02』の映画版と『tri.』および『アドベンチャー:』でのテイルモンの初期究極体。
オファニモン
『無印』のPSP版とアニメ『アドベンチャー:』でのテイルモンの後期究極体。『tri.』では暗黒進化したフォールダウンモードが登場。
シルフィーモン
アクィラモンとのジョグレス進化体。
ランクスモン
勇気のデジメンタルで進化したアーマー体。
ビットモン
友情のデジメンタルで進化したアーマー体。
スワンモン
愛情のデジメンタルで進化したアーマー体。
バタフラモン
知識のデジメンタルで進化したアーマー体。
カブキモン
純真のデジメンタルで進化したアーマー体。
ティロモン
誠実のデジメンタルで進化したアーマー体。
ゴートモン
希望のデジメンタルで進化したアーマー体。
ネフェルティモン
光のデジメンタルで進化したアーマー体。
メイルドラモン
　  奇跡、又は運命のデジメンタルで進化したアーマー体。
　  プロットモン   から運命のデジメンタルで進化することも
オポッサモン
優しさのデジメンタルで進化したアーマー体。

## 登場人物としてのテイルモン

### アニメ

#### デジモンアドベンチャー、デジモンアドベンチャー02、デジモンアドベンチャー tri.、デジモンアドベンチャー:
八神ヒカリのパートナーデジモンで、成熟期の姿として登場。声優は徳光由禾（リブート版の『:』では園崎未恵）。
続編の『02』では新たな進化アーマー進化やジョグレス進化を行い、光のデジメンタルの力でネフェルティモン、アクィラモンとのジョグレス進化でシルフィーモンに進化した。また、ドラマCD『未知へのアーマー進化』では伊織の所持する知識のデジメンタルの力でバタフラモンへと進化した。チーズ入りかまぼこが好物。
なお、ネフェルティモンにアーマー進化する時は「微笑みの光」、バタフラモンにアーマー進化する時は「魅惑の知識」の決め台詞がある。

#### デジモンテイマーズ
- 直接登場しないが、デジメンタルでアーマー進化した複数の凶悪な個体が登場、主人公たちを襲うが、全滅した。

#### デジモンフロンティア
- モブキャラとして登場した他、デジメンタルでアーマー進化した複数の個体や、究極体のオファニモンが登場。男性声優が演じた個体も登場した。

#### DIGITAL MONSTER X-evolution
- 直接登場しないが、ジョグレス進化体のシルフィーモンが登場した。

#### デジモンクロスウォーズ～悪のデスジェネラルと七つの王国～
- デジメモリに封印された伝説のデジモンとして登場した他、亜種のミケモンが登場した。

### 漫画

#### デジモンクロスウォーズ
- ウィザーモンと共にコリドーゾーンから登場し、後にクロスハートの一員になる。

### ゲーム

#### デジモンリアライズ
- 新城ミチ（声 - 高橋李依）のパートナーデジモンであるプロットモンの成熟期として登場。声は高森奈津美。